# Ytyk-Kjujol
Ytyk-Kjujol (russisch Ытык-Кюёль; jakutisch Ытык-Күөл, inoffiziell auch Таатта/Taatta) ist ein Dorf (selo) in der Republik Sacha (Jakutien) mit 6828 Einwohnern (Stand 14. Oktober 2010).

## Geographie
Die Siedlung liegt im Ostteil der Mitteljakutischen Niederung, etwa 200 Kilometer Luftlinie östlich der Republikhauptstadt Jakutsk, am linken Aldan-Nebenfluss Tatta.
Ytyk-Kjujol ist Verwaltungszentrum des Ulus (Rajons) Tattinski. Wie der gesamte Ulus ist der Ort vorwiegend von Jakuten bewohnt; ihr Anteil an der Bevölkerung beträgt über 95 %.

## Geschichte
Das jakutische Dorf, nach dem dort an der Tatta gelegenen gleichnamigen See (übersetzt „Heiliger See“) benannt, wurde 1930 Verwaltungssitz des neu gegründeten Rajons Alexejewski. 1990 erhielt der Rajon seine heutige Bezeichnung, abgeleitet vom Namen des Flusses.
Wiederholt kommt es in Ytyk-Kjujol zu starken Überschwemmungen, zuletzt 2007, als 853 Häuser des Ortes überflutet wurden und mehr als 3000 Einwohner evakuiert werden mussten.

### Bevölkerungsentwicklung
| Jahr | Einwohner |
| ---- | --------- |
| 1939 | 1160      |
| 1959 | 2378      |
| 1970 | 3352      |
| 1979 | 4118      |
| 1989 | 5658      |
| 2002 | 6267      |
| 2010 | 6828      |

Anmerkung: Volkszählungsdaten

## Wirtschaft und Infrastruktur
Ytyk-Kjujol ist Zentrum eines Landwirtschaftsgebietes mit vorwiegender Viehhaltung (Rinder und Pferde, insbesondere das Jakuten-Pferd), daneben Anbau von Kartoffeln, Gemüse und Futterkulturen sowie Forstwirtschaft.
Der Ort liegt an der Fernstraße R504, die auch Kolyma-Straße genannt wird und die Republikhauptstadt Jakutsk mit Magadan, Zentrum der benachbarten Oblast Magadan, verbindet. Auf der besonders in Richtung Magadan schwer befahrbaren Trasse sind es von Ytyk-Kjujol bis Magadan knapp 1600 Kilometer, bis Jakutsk etwa 250.

## Bildergalerie

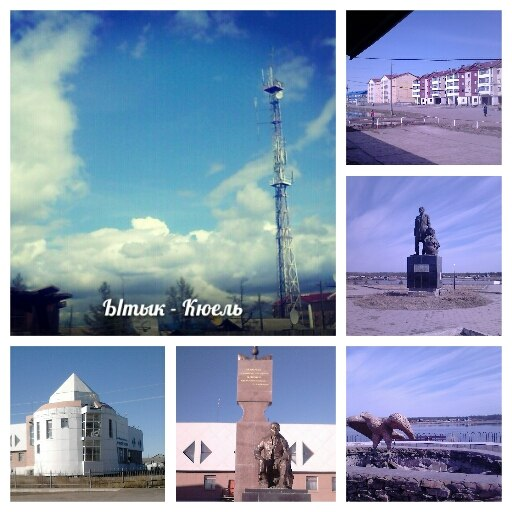
Ytyk-Kjujol
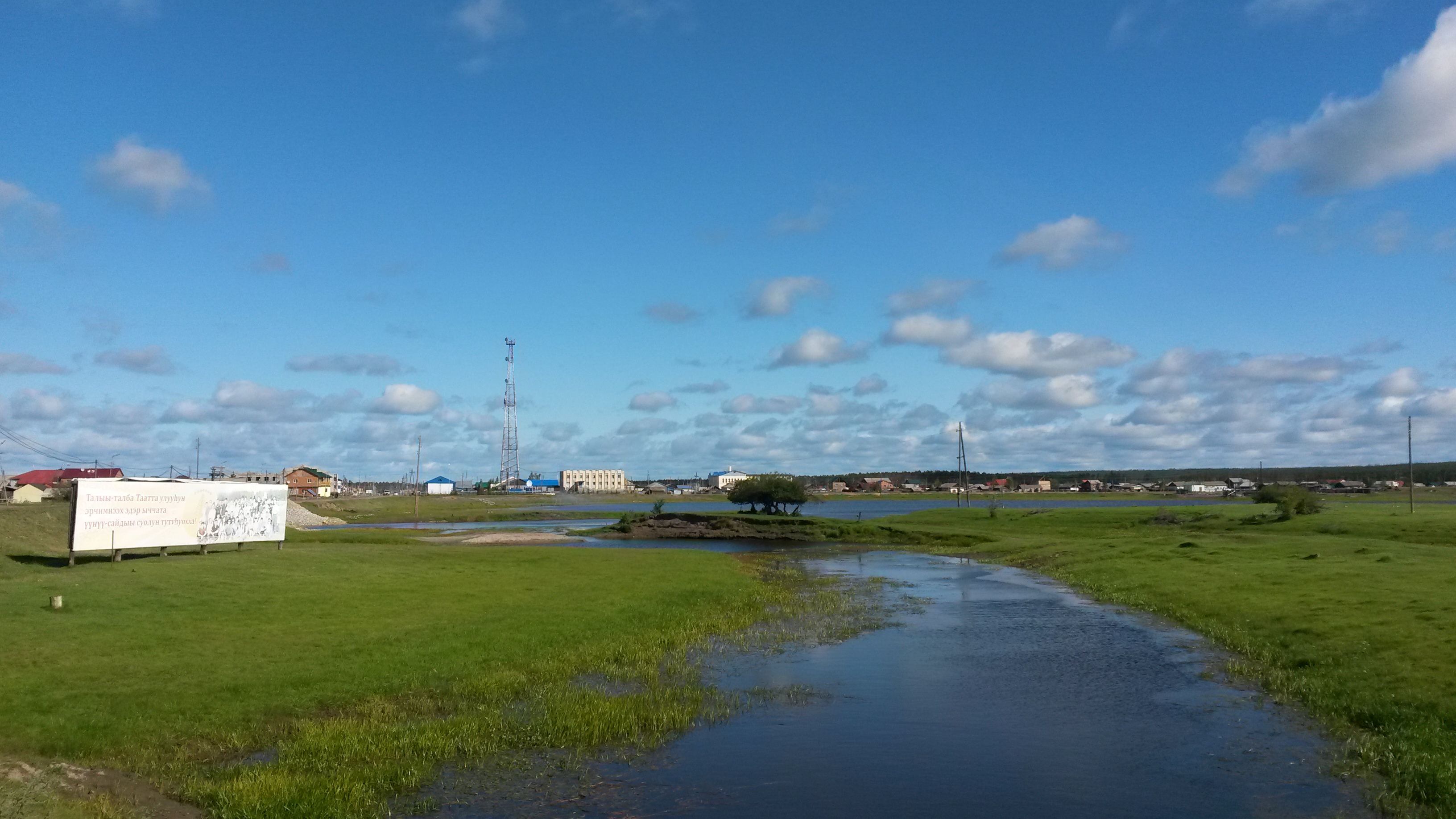
Ytyk-Kjujol
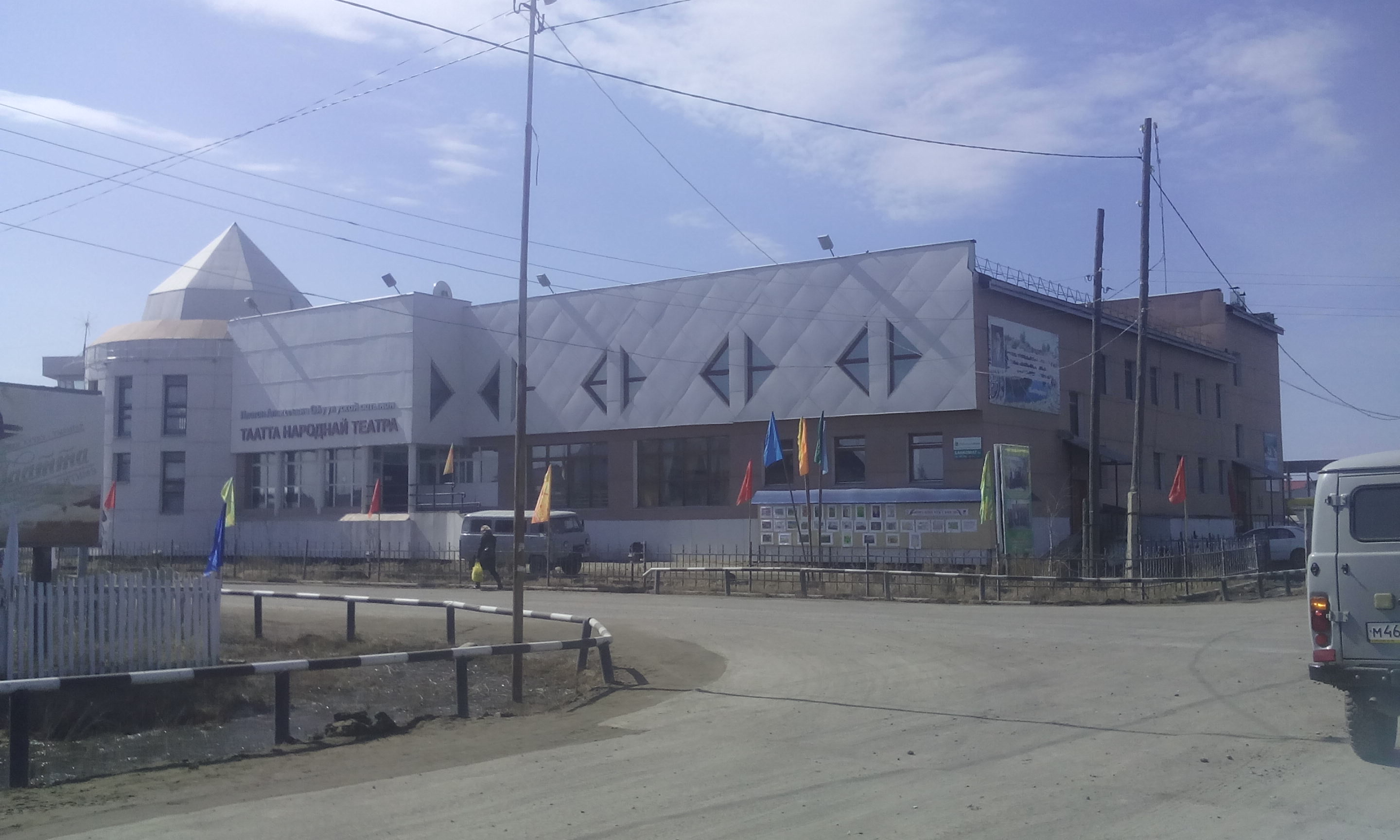
Theater
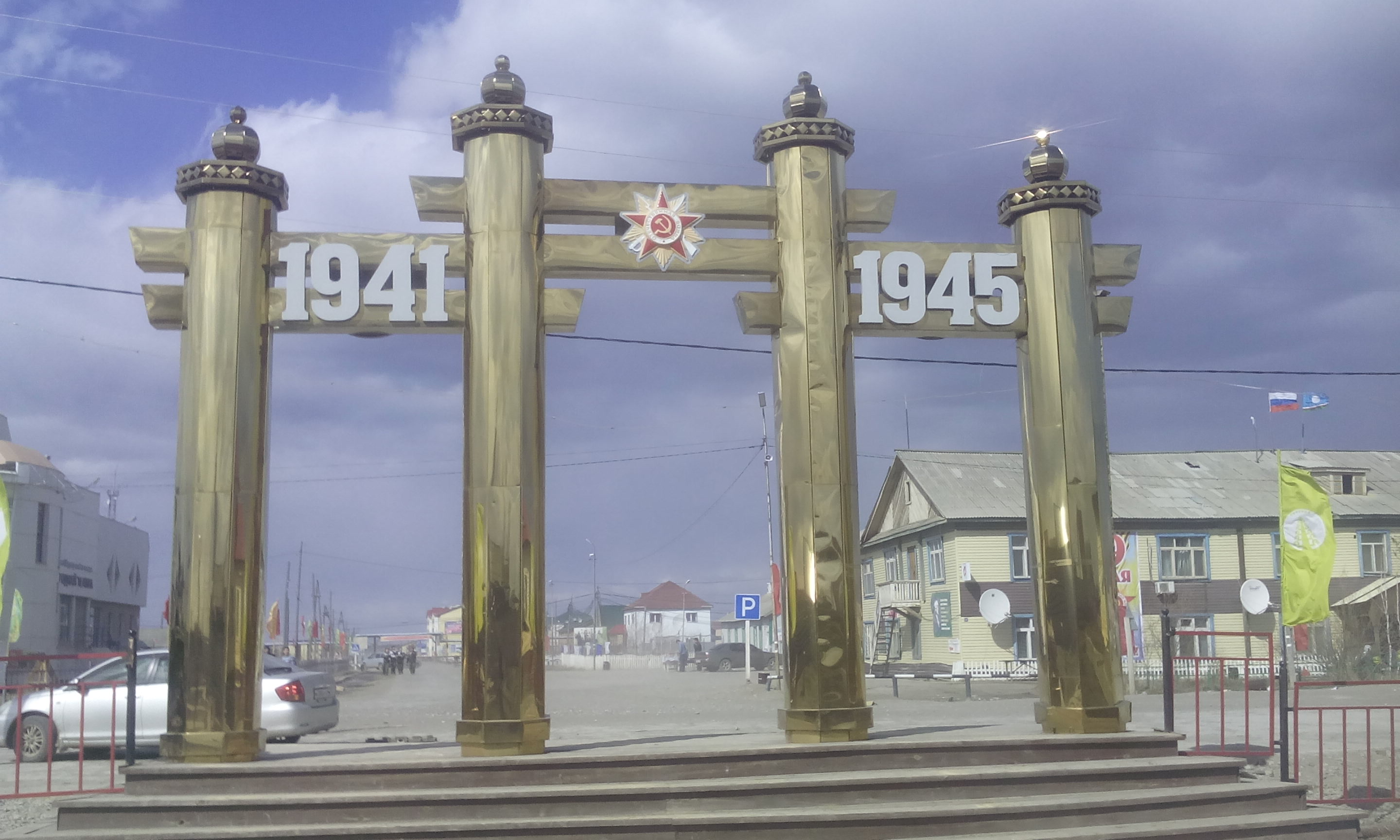
Denkmal
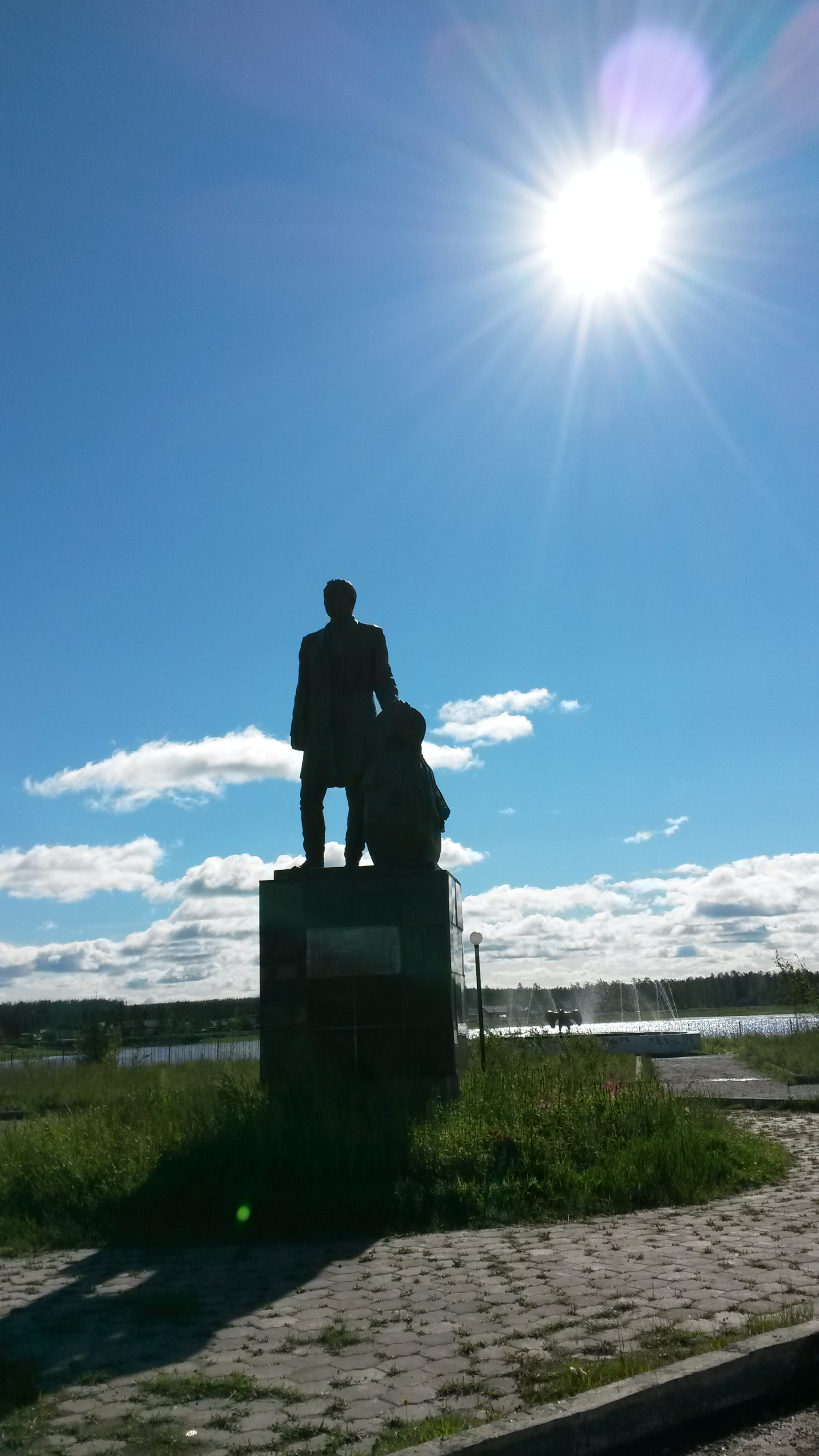
Denkmal
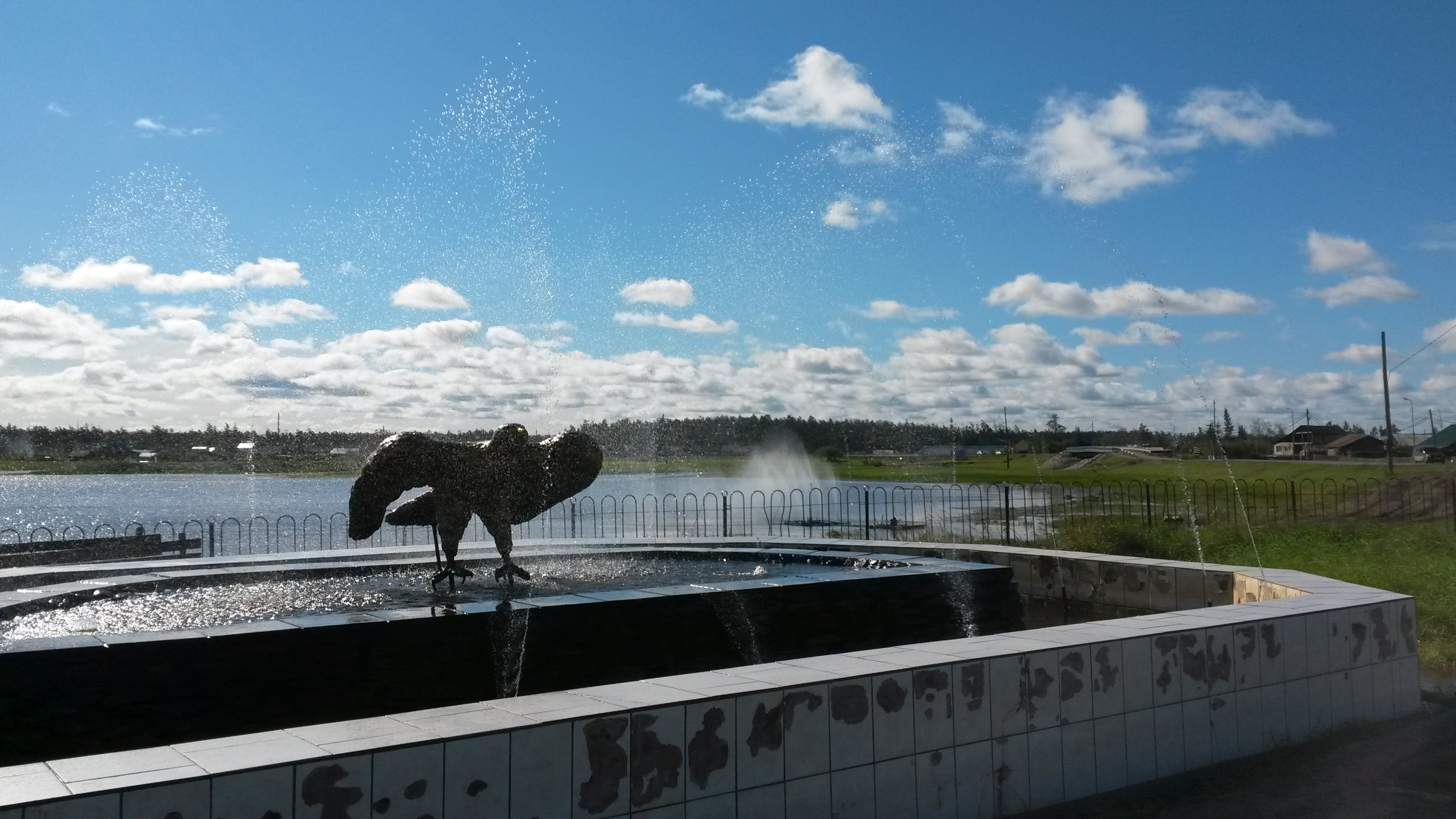
Denkmal
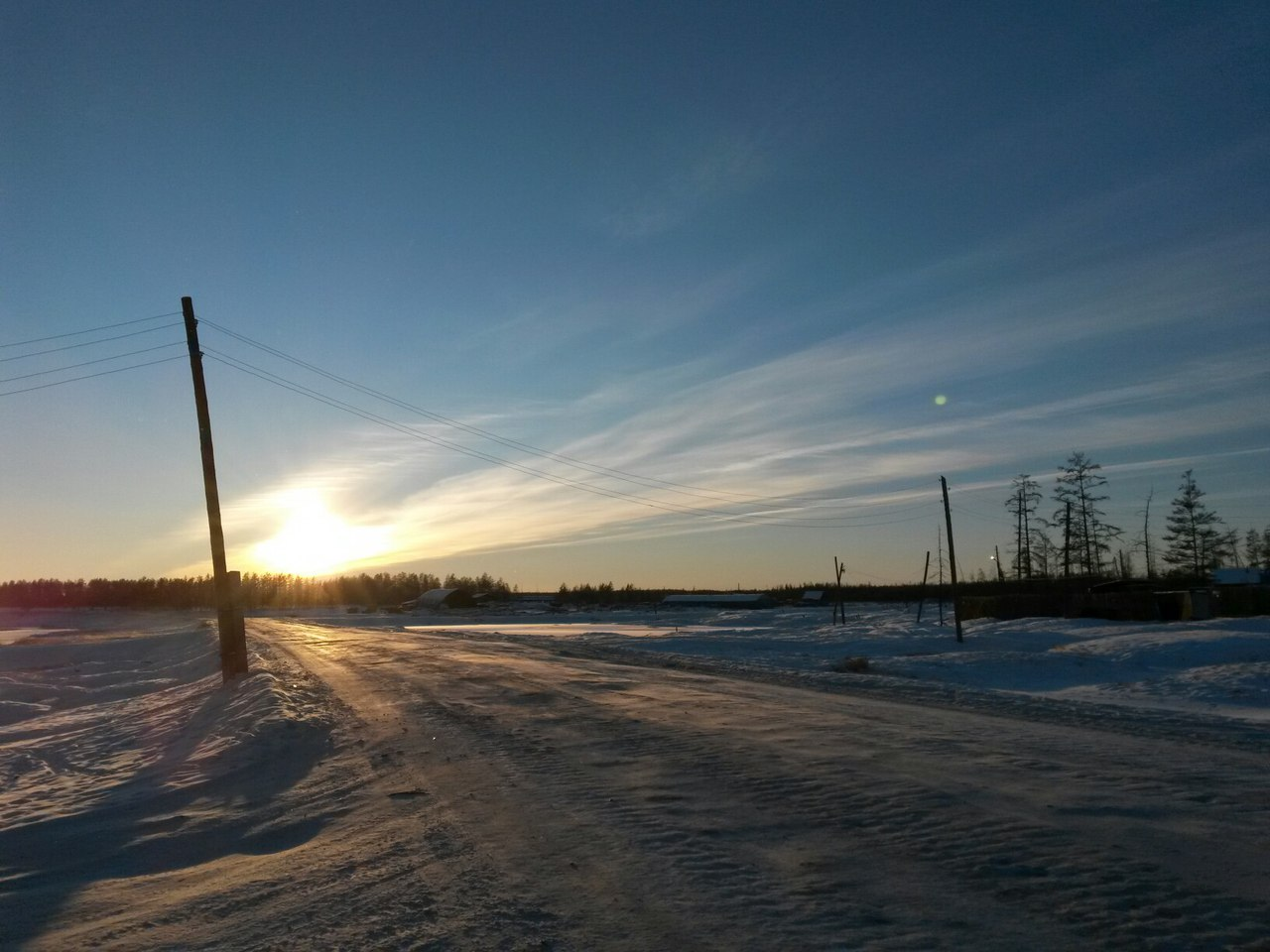
Landschaft bei Ytyk-Kjujol